# Ляшківська сільська територіальна громада
Ляшківська сільська територіальна громада — територіальна громада в Україні, у Дніпровському районі Дніпропетровської області. Адміністративний центр — село Ляшківка. До реформи 2020 року належала до Царичанського району.
Площа громади — 82,2 км², населення — 2167 мешканців (2018).
Утворена 14 серпня 2015 року шляхом об'єднання Залеліївської та Ляшківської сільських рад Царичанського району.
17 липня 2020 року, в результаті адміністративно-територіальної реформи та ліквідації Царичанського району, громада увійшла до складу Дніпровського району.

## Населені пункти
До складу громади входять 9 сіл:
| Населений пункт | Населення (2015) |
| --------------- | ---------------- |
| Ляшківка        | 892              |
| Залелія         | 368              |
| Шарівка         | 257              |
| Нетесівка       | 224              |
| Орлівка         | 198              |
| Лозуватка       | 166              |
| Помазанівка     | 30               |
| Назаренки       | 14               |
| Андріївка       | 13               |